# Lathyrus subalpinus
Lathyrus subalpinus är en ärtväxtart som beskrevs av Günther von Mannagetta und Lërchenau Beck. Lathyrus subalpinus ingår i släktet vialer, och familjen ärtväxter. Inga underarter finns listade i Catalogue of Life.